# Штокер, Валентин
Валенти́н Што́кер (нем. Valentin Stocker; 12 апреля 1989, Люцерн, Швейцария) — швейцарский футболист, полузащитник. Выступал в сборной Швейцарии.

## Карьера

### Клубная
Является воспитанником клуба «Кринс». В 16-летнем возрасте перебрался в «Базель», где выступал за молодёжную команду, а в 2007 году дебютировал в составе основной, а также принял участие в Кубке УЕФА.
18 мая 2014 года Штокер подписал контракт с берлинской «Гертой» до 2018 года.

### В сборной
За сборную Швейцарии провёл 21 игру и забил 3 гола. Два гола забил в матче против сборной Уэльса (4:1).

## Достижения
«Базель»
- Чемпион Швейцарии (6): 2007/08, 2009/10, 2010/11, 2011/12, 2012/13, 2013/14
- Обладатель Кубка Швейцарии (4): 2007/08, 2009/10, 2011/12, 2018/19
- Финалист Кубка Швейцарии (2): 2012/13, 2013/14